# Kevin Henkes
Pour les articles homonymes, voir Henkes.
Œuvres principales
Le Petit Bol de lait dans le ciel, Chrysanthemum
Kevin Henkes, né le 27 novembre 1960  à Racine dans le Wisconsin, est un écrivain et illustrateur américain, auteur de littérature d'enfance et de jeunesse.

## Quelques prix et distinctions
- « Honor Book » de la Médaille Caldecott 1994[1] pour Oscar [« Owen »]
- « Honor Book » de la Médaille Newbery 2004[2] pour Les Yeux tournés vers l'océan  [« Olive's Ocean »]
- « Honor Book » de la Médaille Caldecott 2005[1] pour Le Petit Bol de lait dans le ciel [« Kitten's first full moon »]
- « Honor Book » de la Médaille Newbery 2014[2] pour (en) The Year of Billy Miller
- « Honor Book » de la Médaille Caldecott 2016[1] pour L'Attente [« Waiting »]
- (international) « Honour List » 2018[3] de l' IBBY pour L'Attente [« Waiting »]
- Prix Libbylit 2018[4] décerné par l' IBBY, catégorie Petite enfance, pour L'Oeuf [« Egg »]

## Œuvres traduites en français
- Léo et son grand-père [« Granda and Bo »], trad. de Bruno Arcadias, Paris, Éditions Gallimard, coll. « Folio cadet », 1986, 32 p.  (ISBN 2-07-031136-8)
- Walter vient en week-end [« A Weekend with Wendell »], trad. d’Isabel Finkenstaedt, Paris, Éditions Flammarion, 1987, 30 p.  (ISBN 2-08-171157-5)
- Bérengère n’a peur de rien ! [« Sheila Rae, the brave »], trad. d’Isabel Finkenstaedt, Paris, Éditions Flammarion, 1988, 32 p.  (ISBN 2-08-160785-9)
- Les Fantaisies de César [« Chester's way »], trad. d’Isabel Finkenstaedt, Paris, Éditions Kaléidoscope, 1989, 30 p.  (ISBN 2-87767-005-8)
- Jessica [« Jessica »], trad. d’Isabel Finkenstaedt, Paris, Éditions Kaléidoscope, 1990, 20 p.  (ISBN 2-87767-019-8)
- Jules, le plus beau bébé du monde [« Julius, the baby of the world »], trad. d’Isabel Finkenstaedt, Paris, Éditions Kaléidoscope, 1991, 28 p.  (ISBN 2-87767-039-2)
- Chrysanthème [« Chrysanthemum »], trad. d’Isabel Finkenstaedt, Paris, Éditions Kaléidoscope, 1992, 30 p.  (ISBN 2-87767-064-3)
  - Réédité sous le titre ''Chrysanthème à l'école, coll. « Folio Cadet », Gallimard, 2013
- Oscar [« Owen »], trad. d’Elisabeth Duval, Paris, Éditions Kaléidoscope, 1994, 22 p.  (ISBN 2-87767-142-9)
- Lilly adore l’école [« Lilly's purple plastic purse »], trad. d’Elisabeth Duval, Paris, Éditions Kaléidoscope, 1998, 31 p.  (ISBN 2-87767-246-8)
- Juliette s'inquiète [« Wemberley worried »], trad. d’Elisabeth Duval, Paris, Éditions Kaléidoscope, 2002, 30 p.  (ISBN 2-87767-373-1)
- Le Petit Bol de lait dans le ciel [« Kitten's first full moon »], trad. d’Elisabeth Duval, Paris, Éditions Kaléidoscope, 2004, 30 p.  (ISBN 2-87767-437-1)
- Les Yeux tournés vers l'océan [« Olive's ocean »], trad. de Raphaële Eschenbrenner, Paris, Éditions Hachette jeunesse, coll. « Histoires de vies », 2005, 254 p.  (ISBN 2-01-321094-9)
- Le Plus Beau Jour de la vie de Lilly [« Lilly's Big Day »], trad. d’Elisabeth Duval, Paris, Éditions Kaléidoscope, 2006, 30 p.  (ISBN 2-87767-494-0)
- Une belle journée [« A Good Day »], trad. d’Elisabeth Duval, Paris, Éditions Kaléidoscope, 2008, 20 p.  (ISBN 978-2-877-67552-9)
- Vieil ours [« Old bear »], trad. d’Elisabeth Duval, Paris, Éditions Kaléidoscope, 2010, 22 p.  (ISBN 978-2-87767-660-1)
- L'Attente [« Waiting »], trad. de Gaël Renan, Le génévrier, 2017
- L'Oeuf [ « Egg »], trad. de Gaël Renan, Le génévrier, 2018
- La Parade des éléphants [ « A parade of elephants »], trad. de Gaël Renan, Le génévrier, 2019